# Marguerite de Blessington
Marguerite de Blessington (1er septembre 1789 à Knockbrit, près de Fethard, comté de Tipperary en Irlande - 4 juin 1849 à Paris), née Margaret Power, est une romancière irlandaise.

## Biographie
Marguerite de Blessington était la fille d'Edmund Power et d'Ellen Sheehy, des petits propriétaires terriens irlandais.
En 1804, à l'âge de quinze ans, ces parents l'autorisent à épouser le capitaine Maurice St. Leger Farmer, un officier anglais. Ce dernier meurt accidentellement en tombant d'une fenêtre, en octobre 1817, après treize de mariage. 
Quatre mois plus tard, en février 1818, elle épouse Charles Gardiner, 1er comte de Blessington (1782-1829), veuf et père de quatre enfants, que lui a présenté un ami commun, le capitaine Thomas Jenkins.
À l'automne 1822, le couple quitte le Royaume-Uni pour le Grand Tour, un tour de l'Europe de plusieurs mois. L'année suivante, ils passent quatre mois à Gênes, où elle rencontre Lord Byron à plusieurs reprises, ce qui donne lieu au livre Conversations avec Lord Byron. Elle reste sur le continent jusqu'à la mort de Lord Blessington en mai 1829 et devient l'amie, outre de Byron, de Charles Dickens, de James Bulwer, d'Alfred d'Orsay et de la famille Bonaparte. Elle ouvre alors son salon aux gens de lettres.
Elle habite à Gore House, à Kensington, de 1836 à sa mort en 1849. Elle y tient un salon littéraire qui devient le rendez-vous obligé de nombreux étrangers de distinction. Il reste néanmoins peu fréquenté par les dames anglaises dont elle avait, dans ses livres, moqué la pruderie.
Elle est inhumée, dans une tombe en forme de pyramide, au cimetière de Chambourcy (Yvelines), à côté de son amant Alfred d'Orsay.

## Œuvres

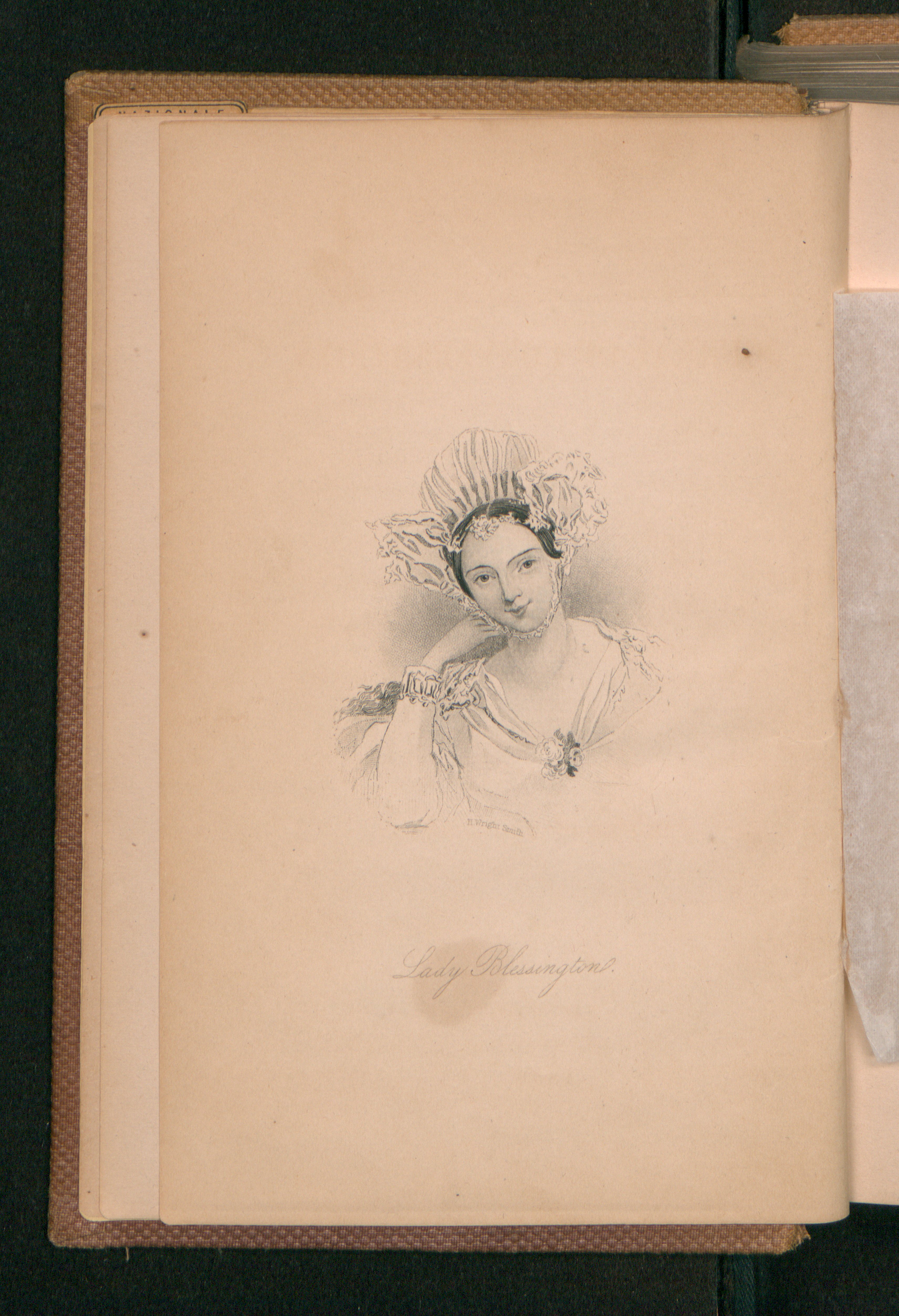
Journal of conversation with Lord Byron, 1859

On lui doit de nombreux articles mais aussi plusieurs romans : 
- Esquisses de voyage en Belgique (1832)
- Conversations avec Lord Byron (1834)
- Confessions d'une dame sur le retour
- Victimes de la société (1837)
- Loterie de la vie
- Pensées décousues
- La Lanterne magique (1829)
- Les Loisirs d'une femme en France et en Italie (1840).

## Sources
Cet article comprend des extraits du Dictionnaire Bouillet. Il est possible de supprimer cette indication, si le texte reflète le savoir actuel sur ce thème, si les sources sont citées, s'il satisfait aux exigences linguistiques actuelles et s'il ne contient pas de propos qui vont à l'encontre des règles de neutralité de Wikipédia.